# La contropartita
La contropartita (Clinton and Nadine, intitolato anche Blood Money, o Blood Money: The Story of Clinton and Nadine) è un film per la televisione del 1988 diretto da Jerry Schatzberg.

## Trama
Clinton Dillard è un piccolo contrabbandiere di pappagalli, che esporta oltre confine nascondendoli nell'intercapedine delle portiere della sua scalcinata Cadillac, ma ha deciso di cambiare vita. Un giorno, mentre va a trovare il fratello, sorprende dei sicari: li affronta e riesce a metterli in fuga, ferendone uno, ma non arriva in tempo per salvare suo fratello, che è stato ucciso e incaprettato sul letto. In casa trova la borsa di una donna: conosce così Nadine Powers, una ex cantante pianista, che Clint accompagna dalla madre di lei col figlioletto Henry. Intanto aveva scoperto che gli assassini cercavano una musicassetta, dove era stato registrato l'omicidio di un certo Sánchez e si facevano altri nomi, tra cui quello dell'avvocato Pratt: si reca quindi a Miami per incontrarlo. La musicassetta era la prova di un traffico clandestino di armi.
Lo sviluppo della vicenda porta Clint in Costa Rica, in una villa presidiata da militari armati, in cui si svolge una festa; lì scopre che il capo e mandante dell'omicidio di suo fratello era proprio l'avvocato, viene imprigionato, ma riesce ad evadere anche con l'aiuto di Nadine, che in realtà era una escort e si era fatta invitare a quella festa per aiutarlo. Rifugiatisi nella fattoria di un amico, Clint e Nadine si innamorano: lei tenta di dissuaderlo dal portare a termine la vendetta e cerca di convincerlo a seguirla in Canada. Clint non demorde: rapisce l'avvocato e i suoi complici, un ex generale dell'esercito americano e un tirapiedi, li conduce in un cimitero di automobili, li lega mani e piedi dietro la schiena come avevano fatto con suo fratello, ma all'ultimo non ha il coraggio di ucciderli. Torna quindi da Nadine, riportandole un pianoforte rosso che già le aveva regalato, e insieme se ne vanno verso il Canada.